# 2020 у науці
Ця стаття присвячена головним науковим подіям у галузі науки в 2020 році.

## Січень
- 6 січня:
  - НАСА повідомило про відкриття TOI 700 d, першої екзопланети земної групи у життєпридатній зоні. Планета розташована в сузір'ї Золотої Риби, її було відкрито за допомогою телескопу TESS[1].
  - Китайського веслоноса офіційно визнано вимерлим[2].
- 10 січня:
  - дані про секвенування генів виділеного коронавірусу Уханя SARS-CoV-2 вперше розмістили на Virological.org дослідники з Фуданського університету, Шанхай. Ще три послідовності з Китайського центру контролю та профілактики захворювань, одна — з Китайської академії медичних наук та одна — з лікарні в Уханю були розміщені на порталі Глобальної ініціативи щодо обміну всіма даними про грип (GISAID)[3][4][5].
  - знахідка найдавнішого відомого зразка травної системи серед тварин, розкопаного поблизу міста Парумп, штат Невад, — клоудина, викопний червоподібний організм, що жив у пізньому едіакарії близько 550 мільйонів років тому[6][7].
  - напівтіньове місячне затемнення, Сарос 144 (Європа, Африка, Азія, Австралія)[8].
- 13 січня:
  - центри з контролю та профілактики захворювань в США оголосили, що геном вірусу SARS-CoV-2 був розміщений у базі даних генетичних послідовностей NIH, GenBank[9].
  - Астрономи повідомили, що виявили найстарішу гірську породу в Мерчисонському метеориті, досонячне зерно віком у 7 млрд років[10][11].
- 15 січня — науковці повідомили, що Lokiarchaeota, тип мікроорганізмів-архей, можливо був проміжною ланкою між прокаріотами та еукаріотами 2 млрд років тому[12].
- 16 січня — повідомлено про розшифрування геному гігантського кальмара Architeuthis dux[13].
- 30 січня — НАСА повідомило про припинення експлуатації Космічного телескопа Спітцера після понад 16 років роботи[14].

## Лютий
- 5 лютого — вчені повідомляють, що 70 мільйонів років тому Земля оберталася 372 рази на рік, а день тривав на півгодини менше, ніж сьогодні. Такого висновку вони дійшли, вивчаючи кільця росту скам’янілих раковин молюсків пізньої крейди[15]. Уповільнення пов’язане з гравітаційно-припливною взаємодією між Землею та Місяцем.
- 6 лютого
  - корабель Союз МС-13 із трьома космонавтами на борту (Олександр Скворцов, Крістіна Кох та Лука Пармітано) успішно повернувся на Землю. Американка Крістіна Кох встановила новий рекорд тривалості перебування в космосі серед жінок, що становить 328 днів[16].
  - міжнародна група вчених, яка досліджувала грибок Cryptococcus neoformans виявлений на стінках 4-го реактора Чорнобильської АЕС, встановила що ці грибки здатні перетворювали енергію гамма-випромінювання в хімічну енергію (радіосинтез)[17].
- 10 лютого — запуск космічного апарата Solar Orbiter для дослідження Сонця, який розроблено Європейським космічним агентством[18].
- 25 лютого — виявлено перший багатоклітинний організм — Henneguya zschokkei, у якого відсутні мітохондрії та який не потребує кисню для процесів метаболізму[19].

## Березень
- 11 березня
  - астрономи виявили екзопланету[en] WASP-76b, на якій йде дощ із розплавленого заліза[20][21].
  - знахідка динозавра Oculudentavis khaungraae, чия крихітна 1,4-сантиметрова голова добре збереглася в бурштині[22]. Стаття пізніше була відкликана; рецензенти дійшли висновку, що скам’янілість була класифікована помилково, й насправді є ящіркою, а не динозавром[23][24].
- 13 березня — астрономи виявили в Сонячній систему 139 нових малих планет, що допоможе в пошуку дев'ятої планети поза Нептуном[25].
- 14 березня — нідерландські дослідники з наукового медичного центру «Ерасмус» спільно з науковцями Утрехтського університету опублікували дослідження, у якому описали перше наявне антитіло, здатне блокувати коронавірус Covid-19[26].
- 18 березня — описано викопний птах Asteriornis maastrichtensis з надряду Galloanserae, до якого належать ряди гусеподібних і куроподібних, а також їхні вимерлі предки[27].
- 9 квітня — запуск корабля Союз МС-16 до МКС із трьома космонавтами на борту, учасниками експедицій МКС-62/63[28].

## Квітень
- 1 квітня — повідомлено, що за результатами досліджень 90 мільйонів років тому на Південному полюсі існували дощові ліси, що свідчить про теплий клімат у крейдовому періоді[29].
- 2 квітня — повідомлено про найдавнішу знахідку залишків людини прямоходячої (Homo erectus) з Південної Африки. Рештки датуються віком 2,04 мільйона років[30].
- 9 квітня — дослідники повідомили про ймовірне використання неандертальцями в південно-східній Франції 50 тис. років тому технології обробки природних волокон (англ. fiber technology)[31].
- 15 квітня — НАСА повідомило про відкриття за допомогою телескопу Кеплер екзопланети Kepler-1649c. Вона перебуває в зоні, придатній для життя[32].

## Травень
- 5 травня — дослідники повідомили, що Північний магнітний полюс зміщується внаслідок видовження одного з двох шарів негативного магнітного потоку на межі ядра-мантії Землі поряд із магнітними змінами. Ймовірно, він переміститься на 390—660 км протягом наступного десятиліття в напрямку Сибіру[33].
- 6 травня — астрономи виявили першу чорну діру, яка розташована в зоряній системі HR 6819, що видима неозброєним оком[34].
- 8 травня — повідомлено про розробку штучних хлоропластів[35].
- 28 травня повідомлено про масове нашестя сарани перелітної у деяких районах Африки, Близького Сходу та Азії — як мінімум, у 30 країнах[36].
- 30 травня — перший пілотований політ (SpaceX DM-2) космічного корабля Dragon 2, що розробляється компанією SpaceX[37].

## Червень
- 1 червня:
  - астрономи вперше повідомили, що джерелом швидких радіоімпульсів є магнітари[38].
  - геологи ідентифікували найбільше відоме на Землі виверження вулкану. Воно відбулося в районі Єллоустоуну близько 8,72 млн років тому та мало загальний обсяг викиду понад 2800 км3[39].
- 3 червня — повідомлено про відкриття найстаріших та найбільших за розміром споруд мая віком близько 3 тис. років, розташовані на території сучасної Мексики. Відкриття зроблено за допомогою лідар-технології[40].
- 5 червня — півтіньове місячне затемнення (Сарос 111), яке було видно в Європі, Африці, Азії та Австралії[41].
- 16 червня — на основі сучасних даних про вимирання хребетних тварин та види, що перебувають на межі вимирання, науковці зробили висновок, що потенційне шосте вимирання, спричинене людиною, швидше за все, прискориться.[42]
- 21 червня — кільцеве сонячне затемнення (Сарос 137), повну фазу якого було видно в Центральної Африки і Азії[43].

## Липень
- 5 липня — місячне напівтіньове затемнення (Місячний сарос 149), яке найкраще було видно у Центральній та Південній Америці[44].
- 11 липня — комету Neowise, відкриту у березні 2020 року, можна спостерігати у Північній Півкулі неозброєним оком[45].
- 15 липня — уперше повністю розшифрована людська X-хромосома[46].
- 19 липня — ОАЕ запустили першу космічну місію з дослідження Марса — Emirates Mars Mission, яка досягне планети у лютому 2021 року[47].
- 22 липня
  - археологи повідомили про новий час появи людей в Америці, це відбулося 33 тис. років тому[48][49].
  - стаття про «динозавра розміром з колібрі», знайденого в бурштині, опублікована 11 березня, була відкликана після того, як рецизенти дійшли висновку, що скам’янілість була класифікована помилково, й насправді є ящіркою, а не динозавром[23][24].
- 23 липня — Китайська Народна Республіка успішно запустила свою першу космічну місію для дослідження Марса — Тяньвень-1, що складається з трьох космічних апаратів: орбітального апарата, посадкової платформи та марсохода[50].
- 30 липня — НАСА запустило місію Марс 2020 з марсоходом Персеверанс та гвинтокрилом Ingenuity[51].

## Серпень
- 2 серпня — здійснено посадку капсули космічного корабля Crew Dragon, яка повернула із МКС на Землю двох астронавтів із місії SpaceX DM-2[52].
- 6 серпня — відкриття найдавніших відомих скам'янілостей мавп за межами Африки — Mesopithecus pentelicus, віком близько 6,4 мільйонів років, з провінції Юньнань, Китай[53].
- 26 серпня — повідомлено, що бактерії з Землі, зокрема, Deinococcus radiodurans, успішно вижили у відкритому космосі в експерименті на поверхні Міжнародної космічної станції. Це дослідження підтверджує можливість панспермії[54].
- 27 серпня — вчені повідомляють про докази аналогічного до сплячки стану заціпеніння у лістрозавра, що мешкав близько 250 мільйонів років тому в Антарктиді — найдавніше свідчення аналогічного до сплячки стану у хребетної тварини[55][56][57].

## Вересень
- 8 вересня — у США вперше народився успішно клонований малюк коня Пржевальського[58].
- 10 вересня — згідно з даними доповіді Всесвітнього фонду дикої природи за останні 36 років, з 1970 по 2016, кількість диких тварин зменшилась на 68 %[59].
- 14 вересня — в атмосфері Венери знайшли «маркер життя» — газ фосфін у кількості, котру не вдається пояснити відомими абіогенними процесами, тому це розглядається як можливість існування на цій планеті мікробів[60].
- 30 вересня — вчені підтвердили, що перша знайдена скам’янілість пір’я динозавра, віком близько 150 мільйонів років, виявлена у 1861 році, належала археоптериксу (Archaeopteryx lithographica)[61][62].

## Жовтень
- 7 жовтня — Національна академія наук України обрала нового президента: новим очільником став директор Інституту теоретичної фізики, професор Анатолій Загородній[63].
- 14 жовтня:
  - Запуск пілотованого космічного корабля Союз МС-17 до МКС[64].
  - НАСА підписало Угоду Артеміди із сімома країнами (Австралія, Велика Британія, Італія, Канада, Люксембург, ОАЕ та Японія) щодо спільної реалізації програми освоєння Місяця[65].
- 18 жовтня — у США у м. Фінікс вперше запущено для загального використання таксі з безпілотним управлінням компанії Waymo[66].
- 20 жовтня — космічний корабель NASA взяв проби гірських порід з астероїда Бенну в ході місії OSIRIS-REx[67].

## Листопад
- 4 листопада — вчені повідомляють про відкриття Kylinxia, п'ятиокої креветкоподібної тварини довжиною близько 5 см, що існувала ~520 мільйонів років тому, яка є ключовою «відсутньою ланкою» в еволюції від аномалокарів до членистоногих і може стояти у витоків еволюції членистоногих[68][69].
- 9 листопада — повідомлено про перший випадок успішного випробування третьої фази вакцини BNT162b2 проти COVID-19, розробленої компаніями Pfizer and BioNTech. Вакцина продемонструвала понад 90 % ефективності[70].
- 16 листопада — здійснено запуск до МКС корабля SpaceX Crew-1 із чотирма космонавтами, які пробудуть там 6 місяців. Це перша ротація екіпажу комерційної програми перевезення космонавтів після закінчення пілотованої тестової місії DM-2[71].
- 19 листопада — Національний науковий фонд США повідомив про закриття гігантського радіотелескопу Аресібської обсерваторії через зношення конструкцій протягом 57 років роботи[72].
- 23 листопада — Китай запустив місію Чан'е-5, яка повинна вперше з 1976 року доставити на Землю зразки місячного грунту[73].
- 30 листопада — півтіньове місячне затемнення (Місячний сарос 116), яке можна було спостерігати у Скандинавії, Англії, Ісландії, Північній та Південній Америці, Австралії, у центральній та східній Азії[74].

## Грудень
- 1 грудня — Національний науковий фонд США повідомив про руйнування гігантського радіотелескопу Аресібської обсерваторії, який функціонував протягом 57 років[75].
- 5 грудня — японський космічний зонд Хаябуса-2 вперше в історії доставив на Землю два зразки породи астероїда Рюгу. Місія тривала 6 років.[76]
- 10 грудня — тестовий космічний апарат Starship SN8 вперше піднявся на висоту 12,5 км, але вибухнув під час посадки на майданчик[77].
- 14 грудня — повне сонячне затемнення (Сарос 142), яке можна було спостерігати над Тихим океаном, Південною Америкою та Атлантичним океаном[78].
- 16 грудня — китайський космічний апарат «Чан'е-5» успішно завершив місію зі збору місячного ґрунту. На Землю 16 грудня приземлилася капсула зі зразками[79].
- 21 грудня — відбулось велике з'єднання: Юпітер та Сатурн були розташовані на відстані на 0,1° один від одного. Це найбільше зближення планет після 1623 року.[80]

## Нагороди
- Абелівська премія: Хіллел Фурстенберґ (Ізраїль) і Григорій Марґуліс (США)[81].
- Премія Тюрінга: Едвін Кетмелл (США) і Пет Ханрахан (США) за розробки в галузі комп'ютерної графіки[82].

### Нобелівська премія
- Нобелівську премію з фізіології або медицини отримала група вчених (Харві Джеймс Альтер, Майкл Хоутон та Чарльз  Райс) за відкриття вірусу гепатиту С[83].
- Нобелівську премію з фізики отримала група вчених (Роджер Пенроуз, Райнгард Ґенцель, Андреа Ґез) за дослідження чорних дірок[84].
- Нобелівську премію з хімії отримали Емманюель Шарпантьє та Дженніфер Дудна за розвиток методу редагування генома[85].

## Померли
- 4 січня — Джек Болдвін, 81, англійський хімік, автор правила Болдвіна для реакцій циклізації.
- 7 січня — Зайцев Ювеналій Петрович, 95, український радянський гідробіолог, академік НАН України, доктор біологічних наук.
- 5 лютого — Стенлі Коен, 97, американський біохімік, лауреат Нобелівської премії з фізіології і медицини 1986 року.
- 29 березня — Філіп Андерсон, 96, американський фізик, лауреат Нобелівської премії з фізики 1977 року.
- 21 травня — Олівер Вільямсон, 87, американський економіст, лауреат Нобелівської премії з економіки 2009 року.
- 24 травня — Козловський Микола Павлович, 63, український лісівник, член-кореспондент НАН України.
- 19 серпня — Патон Борис Євгенович, 101, видатний український науковець у галузі зварювальних процесів, металургії і технології металів, Президент НАН України (1962—2020)[86].
- 7 жовтня — Маріо Моліна, 77, мексиканський хімік, лауреат Нобелівської премії з хімії 1995 року[87].
- 22 жовтня — Стойко Степан Михайлович, 100, український ботаніко-географ, лауреат Державної премії України в галузі науки і техніки (2005).
- 29 грудня — Гожик Петро Федосійович, 83, український палеонтолог і геолог, директор Інституту геологічних наук НАН України, академік НАН України.